# Ardo Esmaragdo
Ardo Esmaragdo, O.S.B. (em latim: Ardo Smaragdus) foi um hagiógrafo conhecido por escrever uma biografia de São Bento de Aniane.

## História
Ardo entrou para o mosteiro de Aniane (na moderna região francesa de Hérault) ainda garoto e foi criado por São Bento. Ali foi ordenado sacerdote e acabou diretor da escola monástica.
Em 794, acompanhou seu mentor ao Concílio de Frankfurt e, em 814, substituiu-o como abade depois que Bento se juntou à corte imperial em Aachen, a capital de Carlos Magno.
Em 822, Esmaragdo escreveu uma biografia de Bento de Aniane e acabou ele próprio sendo venerado como santo em seu mosteiro depois de morrer.

## Obras
A biografia de São Bento está disponível em latim na Patrologia Latina, 103:353 sqq.